# Thomaskirche (Sulejów)
Die Thomaskirche ist eine römisch-katholische Kirche des Bistums Radom in Sulejów, Polen.

## Geschichte
Die Kirche wurde ursprünglich mit dem dazugehörenden Zisterzienserkloster Sulejów 1176 von Kasimir dem Gerechten gestiftet. Die Kirche wurde vor 1232 im romanisch-gotischen Stil erbaut. 1790 und 1847 brannte die Kirche ab und wurde jeweils wieder restauriert. Erhalten sind das romanische Hauptportal und der gotische Innenraum. Die Kirchenausstattung ist größtenteils barockisiert. Die Kirche wird derzeit als Pfarrkirche genutzt.